# Ravni trbušni mišić
Ravni trbušni mišić (lat. musculus rectus abdominis) je mišić koji čini prednji dio trbušne stijenke.  Mišić inerviraju: sedmi do dvanesti međurebreni živac i lat. nervus iliohypogastricus. Ravni trbušni mišić sudjeluje u održavanju uspravnog stava i disanju.

## Polaziše i hvatište
Mišić polazi s prednje strane rebrenih hrskavica, s prednje strane ksifoidnog nastavka prsne kosti.
Između mišićnih niti koje polaze s lijeve i desne strane nalazi se traka vezivnog tkiva koja se naziva bijela linija (lat. linea alba).
Dalje se mišiće niti nastavljaju okomito sve do prednje strane preponskih kostiju. Mišiće niti su poprečno podijeljene poprečnim tetivnim intersekcijama.  